# Polytoca
Polytoca là một chi thực vật có hoa trong họ Hòa thảo (Poaceae).

## Loài
Chi Polytoca gồm các loài: